# 襟裳岬
襟裳岬（日语：／ Erimomisaki */?）是位於日本北海道幌泉郡襟裳町，面向太平洋的海岬。經緯度是北緯41度55分28秒，東經143度14分57秒。名稱來自於阿伊努語的「エンルム(enrum)」（海岬）或「エルムン(erum)」（鼠）。
襟裳岬是一處集中表現出北海道地形特徵的地點，位於日高山脈的最南端，面向太平洋並向南突出。在海上還有岩礁群。襟裳岬是日高山脈襟裳國定公園的核心地區，也是知名的觀光地。襟裳岬以強風而聞名，在1981-2010年，襟裳岬的年平均風速達8.2 m/s，全年有超過290日吹過時速超過10米的大風。岬上有襟裳岬燈塔。
歌手森進一曾歌唱過一首名為襟裳岬的名曲，这首歌被鄧麗君用中文翻唱并广泛流传。

## 外部連結
- 襟裳岬灯台からみた映像（室蘭海上保安部）
- 襟裳岬 風の館
- 襟裳岬の治山事業 - 林野庁北海道森林管理局
- 砂漠があった?「えりも砂漠」って何?（北海道雑学百科ぷっちガイド）（页面存档备份，存于）

41°55′28″N 143°14′54″E / 41.9244°N 143.2483°E